# Samuel Jakub Imber
Samuel Jakub Imber, pseud. „Jan Niemiara” (ur. 24 lutego 1889, zm. 1942) – poeta i publicysta tworzący w językach jidysz i polskim.

## Życiorys
Urodził się 24 lutego 1889 roku w Jeziernej lub w Sasowie. Jego ojciec Szamariahu Imber był nauczycielem i pisarzem, a wuj Naftali Herc Imber autorem Ha-Tikwy – hymnu Izraela. Oprócz tradycyjnego wykształcenia żydowskiego otrzymał także wykształcenie świeckie w gimnazjum w Złoczowie i Tarnopolu. Studiował anglistykę i polonistykę na Uniwersytecie Jana Kazimierza we Lwowie (1911/12–1922/23), w trakcie I wojny światowej odbywając służbę wojskową. W 1932 roku doktoryzował się na Uniwersytecie Jagiellońskim pod kierunkiem Romana Dyboskiego. Jego rozprawa doktorska ukazała się dwa lata później drukiem pod tytułem Pieśń i dusza Oscara Wilde’a. 
Jego debiutancki wiersz ukazał się w 1905 roku na łamach gazety „Czernowicer Wochenblat”. Dwa lata później opublikowano jego wiersze po polsku pod pseudonimem „Jan Niemiara”, a także tłumaczenia literatury żydowskiej i ukraińskiej na język polski. Pod wpływem twórczości takich autorów jak Arthur Schnitzler i Stefan Zweig, wraz z Melechem Rawiczem dążył do popularyzacji neoromantyzmu w żydowskim środowisku literackim Lwowa. Dzięki debiutanckiemu tomikowi wierszy Wos ich zing un zog wydanemu w 1909 roku oraz poematowi Esterke (1911) o miłości Kazimierza III Wielkiego do Esterki, który należy do jego najważniejszych dzieł, Imber szybko stał się czołowym przedstawicielem generacji galicyjskich twórców piszących w jidysz. Jego krótka podróż do Palestyny zaowocowała zbiorem In jidiszn land, który ukazał się w 1912 roku, po czym wznowiono go sześć lat później w Wiedniu pod tytułem Hejmlider. Z kolei doświadczenia z okresu I wojny światowej posłużyły Imberowi za inspirację do wierszy o pacyfistycznym wydźwięku, które wydał w antologii Inter arma (1918), dzieląc jej strony z takimi pisarzami jak Uri-Cewi Grinberg, czy Dawid Kenigsberg. 
Po pogromie lwowskim Imber wyjechał do Wiednia. W Austrii, wraz z Grinbergiem, Rawiczem, Kenigsbergiem i Jakubem Mestelem, przez dwa lata prowadził miesięcznik literacki „Najland”. W tym samym okresie wydał także antologię poezji jidysz o nazwie Lider fun galicisze dichter. W 1923 roku wyjechał do Stanów Zjednoczonych. W Ameryce wydał kolejną antologię poezji jidysz Modern Yiddish Poetry (1927), a także prowadził polityczno-literacki periodyk „Di Gegenwart”. 
W 1928 roku powrócił do Polski i skupił się na publicystyce. Jego teksty w jidysz ukazywały się m.in. na łamach dziennika „Hajnt”, zaś artykuły po polsku na łamach polskojęzycznej prasy żydowskiej, takiej jak „Opinia”, czy „Chwila”. W latach 30. wydał również dwa numery czasopisma „Cwiszen Windmihlen” oraz osiem numerów polemiczno-satyrycznego periodyku „Oko w Oko”. Jego teksty publicystyczne, nierzadko będące ostrą konfrontacją z antysemityzmem, ukazały się w formie książkowej w dwóch zbiorach: Asy czystej rasy (1934) i Kąkol na roli (1938). 
Według różnych źródeł, zginął w 1942 roku z rąk ukraińskich nacjonalistów, w Złoczowie lub w Jeziernej.

## Twórczość

### tomiki poetyckie
- Wos ich zing un zog (pol.: Co śpiewam i mówię), 1909[5]
- In jidiszn land (W żydowskim kraju), 1912[5]
- Rojznbleter (Płatki róż), 1914[5]
- Wald-ojs wald-ejn (Z lasu w las), 1920[5]
- Geklibene dichtungen (Wiersze zebrane), 1921[5]

### poematy
- Esterke, 1911[5]
- Wiktoria, 1920[5]

### publicystyka
- Asy czystej rasy, 1934[5]
- Kąkol na roli, 1938[5]